# Triangle Hivernal
El triangle hivernal és una asterisme extremadament brillant, format de tres estels.

## Composició
Els tres estels són: 
- Sírius, formant part de la constel·lació del Ca Major, l'astre més lluminós de l'esfera celeste;
- Proció, pertanyent al Ca Menor;
- Betelgeuse, representant un muscle d'Orió.

## Característiques
Com subratllat del nom, és fàcilment reconéixer-lo al cel hivernal, en contraproposició al Triangle d'estiu. Es presenta com un triangle gairebé perfectament equilàter, amb el vèrtex cap a sud (Sírius) i travessat per la feble Via Làctia hivernal. El triangle hivernal conté al seu interior la constel·lació de l'Unicorn, mentre al nord s'evidencia el gran rectangle d'estels pertanyents als Bessons. Sírius i Proció són dos dels estels més propers al Sol, Betelgeuse és en canvi un supergegant vermell distant centenar d'anys llum.
Cal assenyalar que de les regions temperades situades a l'hemisferi sud de vegades es coneix l'asterisme com a “Triangle d'estiu”, ja que les estacions s'inverteixen.